# Campionati del mondo di atletica leggera 1983 - Salto in alto maschile
Le gare del salto in alto maschile dei Campionati del mondo di atletica leggera 1983 si sono svolte tra il 12 e il 13 agosto.

## Podio
| Pos.    | Atleta            | Nazionalità      | Prestazione | Note |
| ------- | ----------------- | ---------------- | ----------- | ---- |
| Oro     | Gennadij Avdeenko | Unione Sovietica | 2,32 m      |      |
| Argento | Tyke Peacock      | Stati Uniti      | 2,32 m      |      |
| Bronzo  | Jianhua Zhu       | Cina             | 2,29 m      |      |

## Situazione pre-gara

### Record
Prima di questa competizione, il record del mondo (RM) e il record dei campionati (RC) erano i seguenti.
| Record                | Prestazione  | Atleta           | Data                         | Competizione |
| --------------------- | ------------ | ---------------- | ---------------------------- | ------------ |
| Record mondiale       | 2,37 m       | Zhu Jianhua Cina | 11 giugno 1983 Pechino, Cina |              |
| Record dei campionati | Nuovo evento | Nuovo evento     | Nuovo evento                 | Nuovo evento |

### Campioni in carica
I campioni in carica a livello mondiale e olimpico erano:
| Campione | Atleta                   | Prestazione  | Data                                   | Competizione         |
| -------- | ------------------------ | ------------ | -------------------------------------- | -------------------- |
| Olimpico | Gerd Wessig Germania Est | 2,36 m       | 1º agosto 1980 Mosca, Unione Sovietica | Giochi olimpici 1980 |
| Mondiale | Nuovo evento             | Nuovo evento | Nuovo evento                           | Nuovo evento         |

### La stagione
Prima di questa gara, gli atleti con le migliori tre prestazioni dell'anno erano:
| Pos. | Atleta                          | Prestazione | Data                                   |
| ---- | ------------------------------- | ----------- | -------------------------------------- |
| 1    | Zhu Jianhua Cina                | 2,37 m      | 11 giugno 1983 Pechino, Cina           |
| 2    | Valeriy Sereda Unione Sovietica | 2,35 m      | 19 giugno 1983 Mosca, Unione Sovietica |
| 3    | Paul Frommeyer Germania Ovest   | 2,34 m      | 17 giugno 1983 Recke, Germania Ovest   |

## Risultati

### Qualificazioni
Qualificazione: gli atleti che raggiungono i 2,24 m (Q) o le migliori 12 misure (q) avanzano alla finale.
| Pos | Gruppo | Atleta                 | Nazionalità      | 1,95 | 2,00 | 2,05 | 2,10 | 2,15 | 2,18 | 2,21 | 2,24 | Misura | Note |
| --- | ------ | ---------------------- | ---------------- | ---- | ---- | ---- | ---- | ---- | ---- | ---- | ---- | ------ | ---- |
| 1   | B      | Igor' Paklin           | Unione Sovietica |      |      |      |      |      |      |      | -o   | 2,24   | Q    |
| 1   | B      | Milton Ottey           | Canada           |      |      |      |      |      |      |      | -o   | 2,24   | Q    |
| 1   | B      | Zhu Jianhua            | Cina             |      |      |      |      |      |      |      | -o   | 2,24   | Q    |
| 4   | A      | Leo Williams           | Stati Uniti      |      |      |      |      |      |      | -o   |      | 2,21   | q    |
| 4   | A      | Francisco Centelles    | Cuba             |      |      |      |      |      |      | -o   |      | 2,21   | q    |
| 4   | B      | Carlo Thränhardt       | Germania Ovest   |      |      |      |      |      |      | -o   |      | 2,21   | q    |
| 4   | B      | Gennadij Avdeenko      | Unione Sovietica |      |      |      |      |      |      | -o   |      | 2,21   | q    |
| 4   | B      | Sorin Matei            | Romania          |      |      |      |      |      |      | -o   |      | 2,21   | q    |
| 4   | B      | Valeriy Sereda         | Unione Sovietica |      |      |      |      |      |      | -o   |      | 2,21   | q    |
| 4   | B      | Dwight Stones          | Stati Uniti      |      |      |      |      |      |      | -o   |      | 2,21   | q    |
| 4   | B      | Patrik Sjöberg         | Svezia           |      |      |      |      |      |      | -o   |      | 2,21   | q    |
| 4   | B      | Jacek Wszoła           | Polonia          |      |      |      |      |      |      | -o   |      | 2,21   | q    |
| 4   | B      | Luca Toso              | Italia           |      |      |      |      |      |      | -o   |      | 2,21   | q    |
| 4   | B      | Paul Frommeyer         | Germania Ovest   |      |      |      |      |      |      | -o   |      | 2,21   | q    |
| 4   | B      | Eddy Annys             | Belgio           |      |      |      |      |      |      | -o   |      | 2,21   | q    |
| 4   | B      | Dietmar Mögenburg      | Germania Ovest   |      |      |      |      |      |      | -o   |      | 2,21   | q    |
| 4   | B      | Tyke Peacock           | Stati Uniti      |      |      |      |      |      |      | -o   |      | 2,21   | q    |
| 18  | A      | Takao Sakamoto         | Giappone         |      |      |      |      |      | -o   |      |      | 2,18   |      |
| 18  | A      | Takashi Katamine       | Giappone         |      |      |      |      |      | -o   |      |      | 2,18   |      |
| 20  | A      | Othmane Belfaa         | Algeria          |      |      |      |      | -o   |      |      |      | 2,15   |      |
| 20  | A      | Moussa Sagna Fall      | Senegal          |      |      |      |      | -o   |      |      |      | 2,15   |      |
| 20  | A      | Eugen-Cristian Popescu | Romania          |      |      |      |      | -o   |      |      |      | 2,15   |      |
| 20  | A      | Roberto Cabrejas       | Spagna           |      |      |      |      | -o   |      |      |      | 2,15   |      |
| 20  | A      | Clarence Saunders      | Bermuda          |      |      |      |      | -o   |      |      |      | 2,15   |      |
| 20  | A      | Wolfgang Tschirk       | Austria          |      |      |      |      | -o   |      |      |      | 2,15   |      |
| 20  | B      | Roland Dalhäuser       | Svizzera         |      |      |      |      | -o   |      |      |      | 2,15   |      |
| 20  | B      | Dariusz Biczysko       | Polonia          |      |      |      |      | -o   |      |      |      | 2,15   |      |
| 28  | A      | Jouko Kilpi            | Finlandia        |      |      |      | -o   |      |      |      |      | 2,10   |      |
| 28  | A      | Constantin Militaru    | Romania          |      |      |      | -o   |      |      |      |      | 2,10   |      |
| 28  | A      | Gianni Davito          | Italia           |      |      |      | -o   |      |      |      |      | 2,10   |      |
| 28  | A      | Alain Metellus         | Canada           |      |      |      | -o   |      |      |      |      | 2,10   |      |
| 28  | B      | Franck Verzy           | Francia          |      |      |      | -o   |      |      |      |      | 2,10   |      |
| 28  | B      | Stephen Wray           | Bahamas          |      |      |      | -o   |      |      |      |      | 2,10   |      |
| 34  | A      | Liu Chin-chiang        | Taipei cinese    |      | -o   |      |      |      |      |      |      | 2,00   |      |
| 35  | A      | Alphonse Gaglozoun     | Benin            | -o   |      |      |      |      |      |      |      | 1,95   |      |
| 35  | A      | France-Henry Lisette   | Mauritius        | -o   |      |      |      |      |      |      |      | 1,95   |      |
|     | A      | Ardeshir Ghandoomi     | Iran             | xxx  |      |      |      |      |      |      |      | nm     |      |
|     | A      | Joseph Rajo            | Sudan            |      |      |      |      |      |      |      |      | dns    |      |

### Finale
| Pos     | Atleta              | Nazionalità      | 2,10 | 2,15 | 2,19 | 2,23 | 2,26 | 2,29 | 2,32 | 2,34 | Misura | Note |
| ------- | ------------------- | ---------------- | ---- | ---- | ---- | ---- | ---- | ---- | ---- | ---- | ------ | ---- |
| Oro     | Gennadij Avdeenko   | Unione Sovietica | –    | o    | o    | o    | o    | xo   | o    | xxx  | 2,32   |      |
| Argento | Tyke Peacock        | Stati Uniti      | –    | o    | o    | xo   | o    | o    | xxo  | xxx  | 2,32   |      |
| Bronzo  | Jianhua Zhu         | Cina             | –    | o    | o    | o    | o    | o    | xxx  |      | 2,29   |      |
| 4       | Dietmar Mögenburg   | Germania Ovest   | –    | o    | o    | xo   | –    | o    | xxx  |      | 2,29   |      |
| 4       | Igor' Paklin        | Unione Sovietica | o    | o    | o    | o    | xo   | o    | xxx  |      | 2,29   |      |
| 6       | Dwight Stones       | Stati Uniti      | –    | o    | o    | o    | o    | xxo  | xxx  |      | 2,29   |      |
| 7       | Carlo Thränhardt    | Germania Ovest   | –    | o    | o    | o    | o    | –    | xxx  |      | 2,26   |      |
| 8       | Valeriy Sereda      | Unione Sovietica | o    | o    | xo   | o    | o    | xxx  |      |      | 2,26   |      |
| 9       | Milton Ottey        | Canada           | –    | xo   | o    | o    | o    | xxx  |      |      | 2,26   |      |
| 10      | Luca Toso           | Italia           | o    | xo   | o    | xxo  | xxo  | xxx  |      |      | 2,26   |      |
| 11      | Patrik Sjöberg      | Svezia           | –    | o    | x–   | o    | xxx  |      |      |      | 2,23   |      |
| 12      | Leo Williams        | Stati Uniti      | –    | o    | xo   | xo   | xxx  |      |      |      | 2,23   |      |
| 13      | Jacek Wszoła        | Polonia          | –    | o    | –    | xxo  | –    | xxx  |      |      | 2,23   |      |
| 14      | Eddy Annys          | Belgio           | –    | –    | o    | xxx  |      |      |      |      | 2,19   |      |
| 15      | Francisco Centelles | Cuba             | –    | –    | xxo  | xxx  |      |      |      |      | 2,19   |      |
| 16      | Paul Frommeyer      | Germania Ovest   | xo   | xo   | xo   | xxx  |      |      |      |      | 2,19   |      |
| 17      | Sorin Matei         | Romania          | o    | xxo  | xxx  |      |      |      |      |      | 2,15   |      |